# Gustaf Lindwall (författare)
Gustaf Georg Lindwall, född 1 september 1885 i Umeå, Västerbottens län, död 18 november 1959 i Hörkens församling, Örebro län, var en svensk lärare och författare. 
Efter mogenhetsexamen vid Beskowska skolan 1905 blev han Lindwall student vid Stockholms högskola. Han blev filosofie magister där 1909. Lindwall arbetade 1909–1912 som lärare vid Whitlockska samskolan och Grevesmühlska skolan i Stockholm och vid Örebro högre allmänna läroverk 1912–1914 innan han blev adjunkt i matematik, fysik och geografi vid Åmåls samrealskola 1913. Under tiden där drabbades han av lungsjukdom och var från 1923 tjänstledig från sitt arbete för att vistas vid olika kurorter, och erhöll 1933 förtidspension.
Lindwall hade redan 1910 debuterat som författare med Kikkamakkato och andra historier från Roslagen, och utgav under 1910- och 1920-talen ett flertal olika romaner med ganska skiftande profil. Han författade även läroböcker, biografier och sagospel. Ganska tidigt kom han dock att få sin största popularitet genom sina pojkböcker, och det blev snart den genre som kom att dominera hans författarskap. Sedan han blivit sjukskriven från sin lärartjänst fick han mer tid över till sitt författande men även för resande, vilket kom att påverka innehållet i hans romaner.
Gustaf Lindwall var son till järnvägstjänstemannen Gustaf Leonard Lindwall. Han var 1911–1928 gift med Lilly Lindman (1888–1974), författare av biografier över Emilie Högqvist (1916), Magdalena Rudenschöld (1917) och Desideria, Barnadotternas stammoder (1919). År 1929 gifte han om sig med gymnastikdirektör Dagmar Lundgren (1902–1987).